# Championnats d'Afrique de cross-country 2024
Navigation
Chlef 2018
Les 6es championnats d'Afrique de cross-country se déroulent le 25 février 2024 dans le parcours de golf Citrus de la station balnéaire de Hammamet, en Tunisie,.
Douze nations avaient confirmé leur participation, mais seulement neuf nations participent finalement à la compétition.
La sixième édition de ces championnats devait initialement se tenir à Lomé au Togo en 2020 avant d'être repoussée plusieurs fois puis annulée en raison de la pandémie de Covid-19.

## Compétition
Les championnats d'Afrique de cross-country comprennent cinq épreuves au total. Les distances varient en fonction de la catégorie (seniors et juniors) et du sexe (hommes et femmes). Des médailles par équipes sont attribuées en fonction des résultats de ces cinq épreuves.
| Catégorie | Hommes | Femmes | Relais mixte |
| --------- | ------ | ------ | ------------ |
| Seniors   | 10 km  | 10 km  | 8 km         |
| Juniors   | 8 km   | 6 km   | non disputé  |

## Résultats
Les résultats de ces championnats d'Afrique sont les suivants, :

### Seniors
| Épreuves           | Or                                                                                    | Argent                                                                                 | Bronze                                                                       |
| ------------------ | ------------------------------------------------------------------------------------- | -------------------------------------------------------------------------------------- | ---------------------------------------------------------------------------- |
| Hommes             | Vincent Kibet Langat 28 min 32 s                                                      | Naibei Kiplimo Mayebei 28 min 41 s                                                     | Gemechu Dida 28 min 58 s                                                     |
| Par équipes hommes | Kenya Vincent Kibet Langat Naibei Kiplimo Mayebei Vincent Kimaiyo Brian Kiptoo 15 pts | Éthiopie Gemechu Dida Adisu Negash Dinkalem Ayele (it) Enyew Nigate 27 pts             | Ouganda Abel Chebet (de) Levi Kiprotich Ezekiel Mutai Elijah Cheptoek 46 pts |
| Femmes             | Cintia Chepngeno 32 min 32 s                                                          | Virginia Nyambura 32 min 34 s                                                          | Degitu Azimeraw 33 min 4 s                                                   |
| Par équipes femmes | Kenya Cintia Chepngeno Virginia Nyambura Gladys Kwamboka Caren Chebet 13 pts          | Éthiopie Degitu Azimeraw Anchinalu Dessie Tsige Haileslase Gelaw Yalga Sewagegn 25 pts | Maroc Hanane Bouaggad Hanane Qallouj Kawtar Kahhaz Fatima Aafir 50 pts       |
| Relais mixte       | Kenya 23 min 29 s 13                                                                  | Éthiopie 23 min 46 s 41                                                                | Maroc 23 min 49 s 57                                                         |

### Juniors
| Épreuves           | Or                                                                                    | Argent                                                                            | Bronze                                                                                 |
| ------------------ | ------------------------------------------------------------------------------------- | --------------------------------------------------------------------------------- | -------------------------------------------------------------------------------------- |
| Hommes             | Gideon Kipngetich 23 min 17 s                                                         | Josh Kiprotich Ruto 23 min 18 s                                                   | Titus Kiprotich 23 min 19 s                                                            |
| Par équipes hommes | Kenya Gideon Kipngetich Josh Kiprotich Ruto Titus Kiprotich Simon Maywa 10 pts        | Éthiopie Gared Hagos Eyobe Abdisa Fayisa Worku Sewnet Regasa Seyoum Beharu 29 pts | Maroc Oussama Erradouani Ilyas Aaourdou Mohamed El Mubaraky Abdelwahed Aachour 57 pts  |
| Femmes             | Robe Dida (en) 21 min 0 s                                                             | Yenenesh Shimket 21 min 1 s                                                       | Tinebeb Asres 21 min 1 s                                                               |
| Par équipes femmes | Éthiopie Robe Dida (en) Yenenesh Shimket Tinebeb Asres Mekedes Alemeshete (en) 10 pts | Kenya Judy Chepkoech Marion Jepngetich Lucy Nduta Wambui Sharon Chepkemoi 32 pts  | Maroc Housna Ibn Abdelmatey Saida El Bouzi Khaddouj Bali Hassana Ibn Abdelmatey 58 pts |